# 대한민국 민법 제377조
대한민국 민법 제377조는 외화채권에 대한 민법 채권법 조문이다.

## 조문
제377조(외화채권) ① 채권의 목적이 다른 나라 통화로 지급할 것인 경우에는 채무자는 자기가 선택한 그 나라의 각 종류의 통화로 변제할 수 있다.
②채권의 목적이 어느 종류의 다른 나라 통화로 지급할 것인 경우에 그 통화가 변제기에 강제통용력을 잃은 때에는 그 나라의 다른 통화로 변제하여야 한다.

第377條(外貨債權) ① 債權의 目的이 다른 나라 通貨로 支給할 것인 境遇에는 債務者는 自己가 選擇한 그 나라의 各 種類의 通貨로 辨濟할 수 있다.
②債權의 目的이 어느 種類의 다른 나라 通貨로 支給할 것인 境遇에 그 通貨가 辨濟期에 強制通用力을 잃은 때에는 그 나라의 다른 通貨로 辨濟하여야 한다.

## 비교 조문
일본민법 제402조(금전채권) 1. 채권의 목적물이 금전일 때에는 채무자는 그 선택에 따라 각종의 통화로 변제를 할 수 있다. 다만, 특정한 종류의 통화의 급부를 채권의 목적으로 한 때에는 그러하지 아니하다.
2. 채권의 목적물인 특정한 통화가 변제기에 강제통용의 효력을 잃을 때에는 채무자는 다른 통화로 변제를 하여야 한다.
3. 전2항의 규정은 외국통화의 급부를 채권의 목적으로 한 경우에 관하여 준용한다.